# 2011-es Formula–1 kanadai nagydíj
A kanadai nagydíj volt a 2011-es Formula–1 világbajnokság hetedik versenye, amelyet 2011. június 10. és június 12. között rendeztek meg a montréali Circuit Gilles Villeneuve-ön. A versenyt a McLaren versenyzője, Jenson Button nyerte Sebastian Vettel előtt (aki pole pozícióból indult), Mark Webber pedig harmadik lett.
A verseny a biztonsági autó mögött indult, és amikor az kiállt Vettel nagy előnyt autózott ki Fernando Alonso előtt. Button és Lewis Hamilton ütközése miatt a biztonsági autó másodszor is bejött, és bár csökkent a távolság, Vettel maradt az élen. A 26. körben özönvízszerű esőzés borította el a pályát, ami miatt felfüggesztették a futamot. Csak két órával később indították újra, Button ekkor újabb baleset részese volt, ami miatt visszaesett az utolsó helyre, Alonso pedig kiesett. Ezután fokozatosan jött egyre előrébb a mezőnyben, a legutolsó körben Vettelt is megelőzve lett győztes.
Button első győzelme volt ez a szezonban, amivel rögtön feljött a világbajnokság második helyére. Győzelmét úgy aratta, hogy hatszor volt kint a boxutcában, és ebből egy alkalommal büntetést töltött le. A futam rekorder lett, ugyanis 4 óra 4 perces hosszával a valaha volt leghosszabb Formula–1-es verseny volt.
A futamot élőben közvetítette az RTL Klub, 2020. június 14-én pedig (a 2 órás felfüggesztést kivágva) megismételte az M4 Sport.

## A futam előtt
Sebastian Vettel kényelmes előnnyel, 143 ponttal vezette a világbajnokságot a 85 pontos Lewis Hamilton és a 79 pontos Mark Webber előtt. A konstruktőrök között a Red Bull vezetett 222 ponttal, mögöttük a McLaren volt a második 161 ponttal, a Ferrari pedig harmadik 93 egységgel. Vettel és a Red Bull domináltak az évben, az ezt megelőző versenyeket egy kivételével mind megnyerte, egyedül Hamilton tudott győzni Kínában.
A verseny előtt a Virgin Racing és az autóikat tervező és gyártó Wirth Research szerződést bontottak. A Wirth különleges volt, mert a tesztjeiket számítógépen végezték és nem használtak szélcsatornát. Ez azonban nem volt túl eredményes, hiszen a Virgin a 20. helynél előrébb nem kvalifikált még abban az évben. Ezért kihátráltak a megállapodásból azzal, hogy a szezon végéig még a Wirth tökéletesítheti az autójukat, s addig Pat Symonds segítségével a csapat felépíti a saját technikai hátterét.

## Szabadedzések
Az első két szabadedzés 90 perces, a harmadik 1 órás volt. Az elsőt Nico Rosberg nyerte Alonso és csapattársa, Michael Schumacher előtt. Vettel miatt félbeszakították az edzést, ugyanis autójával telibe találta a pálya hírhedt részét, a "Bajnokok Falát". Az első szabadedzés után Sergio Pérez, aki az előző futamon nagy balesetet szenvedett, egészségi állapotára hivatkozva visszalépett az egész versenyhétvégétől. Helyette Pedro De La Rosa ugrott be a Sauberhez. A második szabadedzést Alonso nyerte Vettel, Massa és Hamilton előtt. Hamilton az edzés közepén defektet kapott. Ezt a szabadedzést is félbe kellett szakítani, előbb Kobajasi Kamui, majd Jerome d'Ambrosio ütközött a falnak, majd Adrian Sutil szenvedett balesetet az autója meghibásodása miatt. A szombati harmadik szabadedzést már Vettel nyerte Alonso, Rosberg és Massa előtt. Webber nem vett ezen részt, mert autójában a KERS meghibásodott. Az utolsó percekben piros zászlóval intették le az edzést, De La Rosa balesete miatt.

### Első szabadedzés
A kanadai nagydíj első szabadedzését június 10-én, péntek délelőtt tartották.
| Helyezés | Versenyző          | Csapat/Motor         | Elért idő | Különbség | Futott kör |
| -------- | ------------------ | -------------------- | --------- | --------- | ---------- |
| 1        | Nico Rosberg       | Mercedes             | 1:15,591  | −         | 32         |
| 2        | Fernando Alonso    | Ferrari              | 1:16,139  | + 0,548   | 27         |
| 3        | Michael Schumacher | Mercedes             | 1:16,549  | + 0,958   | 30         |
| 4        | Felipe Massa       | Ferrari              | 1:16,658  | + 1,067   | 26         |
| 5        | Jenson Button      | McLaren-Mercedes     | 1:16,676  | + 1,085   | 20         |
| 6        | Lewis Hamilton     | McLaren-Mercedes     | 1:16,842  | + 1,251   | 19         |
| 7        | Rubens Barrichello | Williams-Cosworth    | 1:16,990  | + 1,399   | 28         |
| 8        | Paul di Resta      | Force India-Mercedes | 1:17,294  | + 1,703   | 26         |
| 9        | Nick Heidfeld      | Renault              | 1:17,445  | + 1,854   | 28         |
| 10       | Nico Hülkenberg    | Force India-Mercedes | 1:17,549  | + 1,958   | 20         |
| 11       | Sergio Pérez       | Sauber-Ferrari       | 1:17,662  | + 2,071   | 27         |
| 12       | Mark Webber        | Red Bull-Renault     | 1:17,820  | + 2,229   | 30         |
| 13       | Jaime Alguersuari  | Toro Rosso-Ferrari   | 1:18,458  | + 2,867   | 31         |
| 14       | Vitalij Petrov     | Renault              | 1:18,506  | + 2,915   | 15         |
| 15       | Daniel Ricciardo   | Toro Rosso-Ferrari   | 1:18,648  | + 3,057   | 35         |
| 16       | Sebastian Vettel   | Red Bull-Renault     | 1:18,852  | +3,261    | 8          |
| 17       | Pastor Maldonado   | Williams-Cosworth    | 1:18,932  | + 3,341   | 20         |
| 18       | Jarno Trulli       | Lotus-Renault        | 1:19,274  | +3,683    | 29         |
| 19       | Heikki Kovalainen  | Lotus-Renault        | 1:19,422  | + 3,831   | 30         |
| 20       | Kobajasi Kamui     | Sauber-Ferrari       | 1:19,577  | + 3,986   | 26         |
| 21       | Jérôme d’Ambrosio  | Virgin-Cosworth      | 1:19,838  | +4,247    | 31         |
| 22       | Vitantonio Liuzzi  | HRT-Cosworth         | 1:19,960  | + 4,369   | 23         |
| 23       | Timo Glock         | Virgin-Cosworth      | 1:20,520  | + 4,929   | 21         |
| 24       | Narain Karthikeyan | HRT-Cosworth         | 1:20,839  | + 5,248   | 27         |

### Második szabadedzés
A kanadai nagydíj második szabadedzését június 10-én, péntek délután tartották.
| Helyezés | Versenyző          | Csapat/Motor         | Elért idő | Különbség | Futott kör |
| -------- | ------------------ | -------------------- | --------- | --------- | ---------- |
| 1        | Fernando Alonso    | Ferrari              | 1:15,107  | −         | 34         |
| 2        | Sebastian Vettel   | Red Bull-Renault     | 1:15,476  | +0,369    | 29         |
| 3        | Felipe Massa       | Ferrari              | 1:15,601  | + 0,494   | 33         |
| 4        | Lewis Hamilton     | McLaren-Mercedes     | 1:15,977  | + 0,870   | 26         |
| 5        | Jenson Button      | McLaren-Mercedes     | 1:15,989  | + 0,882   | 25         |
| 6        | Paul di Resta      | Force India-Mercedes | 1:16,089  | + 0,982   | 34         |
| 7        | Mark Webber        | Red Bull-Renault     | 1:16,102  | + 0,995   | 28         |
| 8        | Vitalij Petrov     | Renault              | 1:16,324  | + 1,217   | 32         |
| 9        | Nick Heidfeld      | Renault              | 1:16,422  | + 1,315   | 32         |
| 10       | Rubens Barrichello | Williams-Cosworth    | 1:16,687  | + 1,580   | 28         |
| 11       | Adrian Sutil       | Force India-Mercedes | 1:16,905  | + 1,798   | 16         |
| 12       | Pastor Maldonado   | Williams-Cosworth    | 1:16,941  | + 1,834   | 39         |
| 13       | Sébastien Buemi    | Toro Rosso-Ferrari   | 1:17,051  | + 1,944   | 32         |
| 14       | Jaime Alguersuari  | Toro Rosso-Ferrari   | 1:17,684  | + 2,577   | 34         |
| 15       | Kobajasi Kamui     | Sauber-Ferrari       | 1:17,757  | + 2,650   | 20         |
| 16       | Jarno Trulli       | Lotus-Renault        | 1:18,470  | +3,363    | 33         |
| 17       | Heikki Kovalainen  | Lotus-Renault        | 1:18,482  | + 3,375   | 38         |
| 18       | Pedro de la Rosa   | Sauber-Ferrari       | 1:18,536  | + 3,429   | 14         |
| 19       | Nico Rosberg       | Mercedes             | 1:18,601  | + 3,494   | 38         |
| 20       | Michael Schumacher | Mercedes             | 1:19,209  | + 4,102   | 28         |
| 21       | Timo Glock         | Virgin-Cosworth      | 1:19,810  | + 4,703   | 25         |
| 22       | Vitantonio Liuzzi  | HRT-Cosworth         | 1:20,284  | + 5,177   | 31         |
| 23       | Narain Karthikeyan | HRT-Cosworth         | 1:20,311  | + 5,204   | 38         |
| 24       | Jérôme d’Ambrosio  | Virgin-Cosworth      | 1:20,922  | +5,815    | 26         |

### Harmadik szabadedzés
A kanadai nagydíj harmadik szabadedzését június 11-én, szombat délelőtt tartották.
| Helyezés | Versenyző          | Csapat/Motor         | Elért idő | Különbség | Futott kör |
| -------- | ------------------ | -------------------- | --------- | --------- | ---------- |
| 1        | Sebastian Vettel   | Red Bull-Renault     | 1:13,381  | −         | 21         |
| 2        | Fernando Alonso    | Ferrari              | 1:13,701  | + 0,320   | 21         |
| 3        | Nico Rosberg       | Mercedes             | 1:13,919  | + 0,538   | 29         |
| 4        | Felipe Massa       | Ferrari              | 1:13,956  | + 0,575   | 20         |
| 5        | Jenson Button      | McLaren-Mercedes     | 1:14,335  | + 0,954   | 18         |
| 6        | Lewis Hamilton     | McLaren-Mercedes     | 1:14,469  | + 1,088   | 16         |
| 7        | Michael Schumacher | Mercedes             | 1:14,488  | + 1,107   | 23         |
| 8        | Vitalij Petrov     | Renault              | 1:14,917  | + 1,536   | 23         |
| 9        | Adrian Sutil       | Force India-Mercedes | 1:15,217  | + 1,836   | 18         |
| 10       | Paul di Resta      | Force India-Mercedes | 1:15,243  | + 1,862   | 17         |
| 11       | Pastor Maldonado   | Williams-Cosworth    | 1:15,312  | + 1,931   | 19         |
| 12       | Nick Heidfeld      | Renault              | 1:15,350  | + 1,969   | 22         |
| 13       | Sébastien Buemi    | Toro Rosso-Ferrari   | 1:16,138  | + 2,757   | 17         |
| 14       | Jaime Alguersuari  | Toro Rosso-Ferrari   | 1:16,145  | + 2,764   | 19         |
| 15       | Kobajasi Kamui     | Sauber-Ferrari       | 1:16,236  | + 2,855   | 21         |
| 16       | Rubens Barrichello | Williams-Cosworth    | 1:16,438  | + 3,057   | 21         |
| 17       | Pedro de la Rosa   | Sauber-Ferrari       | 1:16,706  | + 3,325   | 22         |
| 18       | Heikki Kovalainen  | Lotus-Renault        | 1:17,093  | + 3,712   | 21         |
| 19       | Jarno Trulli       | Lotus-Renault        | 1:17,523  | +4,142    | 24         |
| 20       | Vitantonio Liuzzi  | HRT-Cosworth         | 1:18,910  | + 5,529   | 20         |
| 21       | Timo Glock         | Virgin-Cosworth      | 1:19,073  | + 5,692   | 19         |
| 22       | Narain Karthikeyan | HRT-Cosworth         | 1:19,213  | + 5,832   | 22         |
| 23       | Jérôme d’Ambrosio  | Virgin-Cosworth      | 1:20,475  | +7,094    | 19         |
| 24       | Mark Webber        | Red Bull-Renault     |           |           | 0          |

## Időmérő edzés
A kanadai nagydíj időmérő edzését június 11-én, szombaton tartották. Vettel az évadban hatodik pole pozícióját szerezte meg, mellőle pedig Alonso indulhatott, a második sorból pedig Massa és Mark Webber. Ebben az évben addig az volt a ferrari legjobb kvalifikációs eredménye, Webber pedig KERS nélkül ért el ilyen előkelő helyezést.Hamilton és Button csak ötödik és hetedik lett, a McLaren ezt a túl nagy leszorítóerővel magyarázta. D'Ambrosiónak nem sikerült megfutnia a 107 százalékon belüli időt, ezért elvileg nem indulhatott volna a versenyen. A versenybírók mégis engedélyezték a részvételét, miután figyelembe vették azt, hogy a pénteki balesetét követően új kasztnit kapott, és korábban gyorsabb időket futott.
| Helyezés                 | Versenyző          | Csapat/Motor         | 1. rész  | 2. rész  | 3. rész  |
| ------------------------ | ------------------ | -------------------- | -------- | -------- | -------- |
| 1                        | Sebastian Vettel   | Red Bull-Renault     | 1:14,011 | 1:13,486 | 1:13,014 |
| 2                        | Fernando Alonso    | Ferrari              | 1:13,822 | 1:13,672 | 1:13,119 |
| 3                        | Felipe Massa       | Ferrari              | 1:14,026 | 1:13,431 | 1:13,217 |
| 4                        | Mark Webber        | Red Bull-Renault     | 1:14,375 | 1:13,654 | 1:13,429 |
| 5                        | Lewis Hamilton     | McLaren-Mercedes     | 1:14,114 | 1:13,926 | 1:13,565 |
| 6                        | Nico Rosberg       | Mercedes             | 1:14,920 | 1:13,950 | 1:13,814 |
| 7                        | Jenson Button      | McLaren-Mercedes     | 1:14,374 | 1:14,955 | 1:13,838 |
| 8                        | Michael Schumacher | Mercedes             | 1:14,970 | 1:14,242 | 1:13,864 |
| 9                        | Nick Heidfeld      | Renault              | 1:15,096 | 1:14,467 | 1:14,062 |
| 10                       | Vitalij Petrov     | Renault              | 1:14,699 | 1:14,354 | 1:14,086 |
| 11                       | Paul di Resta      | Force India-Mercedes | 1:14,874 | 1:14,752 |          |
| 12                       | Pastor Maldonado   | Williams-Cosworth    | 1:15,585 | 1:15,043 |          |
| 13                       | Kobajasi Kamui     | Sauber-Ferrari       | 1:15,694 | 1:15,285 |          |
| 14                       | Adrian Sutil       | Force India-Mercedes | 1:14,931 | 1:15,287 |          |
| 15                       | Sébastien Buemi    | Toro Rosso-Ferrari   | 1:15,901 | 1:15,334 |          |
| 16                       | Rubens Barrichello | Williams-Cosworth    | 1:15,331 | 1:15,361 |          |
| 17                       | Pedro de la Rosa   | Sauber-Ferrari       | 1:16,229 | 1:15,587 |          |
| 18                       | Jaime Alguersuari  | Toro Rosso-Ferrari   | 1:16,294 |          |          |
| 19                       | Jarno Trulli       | Lotus-Renault        | 1:16,745 |          |          |
| 20                       | Heikki Kovalainen  | Lotus-Renault        | 1:16,786 |          |          |
| 21                       | Vitantonio Liuzzi  | HRT-Cosworth         | 1:18,424 |          |          |
| 22                       | Timo Glock         | Virgin-Cosworth      | 1:18,537 |          |          |
| 23                       | Narain Karthikeyan | HRT-Cosworth         | 1:18,574 |          |          |
| 107%-os idő : (1:18.989) |                    |                      |          |          |          |
| NK[1]                    | Jérôme d’Ambrosio  | Virgin-Cosworth      | 1:19,414 |          |          |

Megjegyzés:
- ↑ 1:  — Jérôme d'Ambrosio nem érte el a 107%-os időlimitet, de engedélyt kapott a futamon való indulásra, mert új kasztnival körözött a pénteki balesetét követően.

## Futam
A nap folyamán eső áztatta többször is a pályát. Helyi idő szerint 13 órakor kezdődött a verseny, és éppen egy órával ezt megelőzően hatalmas felhőszakadás érkezett. A levegő és a pálya hőmérséklete is alaposan lehűlt, az aszfalton több helyen állt a víz, a felvert vízfüggöny pedig jelentősen csökkentette a látási viszonyokat. Így az a döntés született, hogy a futamot extrém esőgumival kell megkezdeni, és a biztonsági autó mögött. Jaime Alguersuari autóján ennek megfelelően további beállításokat kellett módosítani, ami miatt ő csak a boxutcából rajtolt.
A felvezető kör elmaradt, a versenyzők lassan köröztek a biztonsági autó mögött, és még az extrém esőgumik ellenére is komolyan küszködtek a pályán maradással. Öt kör után kiállt a safety car, és elindult a verseny. Vettel megtartotta az első helyét Alonsóval szemben, Hamilton és Webber viszont ütköztek, ami miatt mindketten visszaestek - ahogy a kicsúszó Button is. Miközben Vettel elkezdett elhúzni az élen, mögötte megindult a küzdelem a helyekért. Kobajasi és Webber javítottak, Di Resta viszont visszaesett. Hamilton kicsúszott, amikor megpróbálta megelőzni Schumachert, és Button mögé esett vissza. A boxutcaegyenesben megkísérelte megelőzni Buttont, de elhibázta a manővert, összekoccant vele és a falban kötött ki. Hamilton kiesése miatt ismét beküldték a biztonsági autót.
A 13. körben újra elindult a verseny, Button pedig, aki időben váltott intermediate gumikra, boxutcaáthajtásos büntetést kapott, amiért túl gyorsan hajtott a safety car mögött. A 15. helyre jött vissza, miközben az élen Vettel elhúzott Alonso és Massa előtt. Alonso és a Mercedesek is intermediate gumikra váltottak, így Massa és Kobajasi kerültek Vettel mögé. Barrichello, aki szintén jó ütemérzékkel cserélt gumit, egyre jobb köröket kezdett el futni. Aztán a 19. körben újra heves esőzés érkezett, ami miatt mindenkinek vissza kellett váltania esőgumikra. A következő körben a biztonsági autó ismét bejött a vihar miatt, ekkor Vettel, Webber, Massa és Buemi is kiálltak kereket cserélni. A 26. körben annyira megromlottak az időjárási körülmények, hogy nem volt mit tenni, fel kellett függeszteni a versenyt.
Ezután körülbelül 2 órán keresztül várakozott a mezőny, hogy csillapodjon a vihar, amire helyi idő szerint 15:50-kor került sor. Megint csak a biztonsági autó mögött rajtolt el a mezőny, abból a pozícióból, amelyet az utolsó körben tartottak. Vettel mögött Kobajasi, Massa, Heidfeld, Petrov, és di Resta jöttek. Hét kör után, amikor a pálya már elég jó volt az intermediate gumikra váltáshoz is, bejött a safety car. Vettel elkezdett elhúzni az élen, aztán a 37. körig rajta és Karthikeyanon kívül mindenki kijött kereket cserélni. Kerékcseréje után Button a 10. helyre jött fel, éppen Alonso mögé. Amikor megpróbálta őt megelőzni, a két autó összeért, Alonso kipördült és kiesett a versenyből. A biztonsági autó már megint bejött, és három kör után, amikor kiállt, Vettel, Kobajasi és Massa haladtak az élen. Button, aki a baleset miatt defektet kapott, visszaesett a 21. helyre. Innen azonban egyre feljebb jött, és a 44. körre már 14. volt.  Di Resta nekikoccant Heidfeldnek, amit az első szárnya bánt, és boxutcaáthajtásos büntetést kapott érte. Schumacher feljött a negyedik helyre és megfutotta a verseny leggyorsabb körét.
A 46. körben már a DRS (állítható hátsó szárny) használatát is engedélyezték. Button már a 10. helyen autózott, Webber pedig megkockáztatta a slick gumikra való átállást, ezután jött Barrichello és Buemi. Schumacher időközben feljött a második, Massa pedig a harmadik helyre. Ekkor még többen álltak ki slickekért, Massa első szárnya megsérült, ezért visszaesett, Sutil pedig feladta a futamot. Button a kerékcseréket követően már a negyedik helyen haladt és elkezdte megközelíteni az élen haladó hármast. Az 56. körben Heidfeld, aki megpróbálta megelőzni Kobajasit, összekoccant vele, aminek következtében leszakadt az első szárnya, és begyűrődött az autója alá. Fel kellett adnia a futamot, és a biztonsági autó is bejött a pályára kerülő törmelékek miatt. Mikor ismét kiállt a safety car, Petrov feljött a hatodik helyre, ahogy Massa is javított. Maldonado kiesett, amikor a kettes kanyarban kipördült a vizes aszfalton. Wwbber ugyan megelőzte DRS használatával Schumachert a 64. körben, de visszaadta a pozíciót, mert levágott egy sikánt, és felmerült, hogy ezért büntetést kaphatna. Webbert újabb sikánlevágásos bakijakor Button megelőzte, majd még ugyanebben a körben Schumachert is, így már második volt.
A verseny végén Webber is megelőzte Schumachert, Button pedig Vettel nyomába eredt. Di Resta az utolsó előtti körben defekt miatt feladta a versenyt, Button pedig megfutotta a leggyorsabb kört. Vettel előnye alig volt 1 másodperc az utolsó körben, aztán a 6-os kanyarban megcsúszott, és ezt kihasználva Button átvette a vezetést és meg is nyerte a versenyt. Vettel lett a második, Webber a harmadik, Schumacher pedig negyedik. Petrov ötödik lett, Massa pedig a célegyenesben szerezte meg a hatodik helyet Kobajasitól.
A futam 4 óra 4 perc 39 másodperc hosszú volt, a valaha volt leghosszabb. Button beállított két rekordot, 74.864 km/h-s átlagsebessége a valaha volt leglassabb győztes tempó volt, hat boxkiállása pedig szintén rekord egy verseny győztese esetén. Ugyancsak hatszor volt bent a biztonsági autó, ami szintén rekord volt.
| Helyezés | Rajtszám | Versenyző            | Csapat/Motor         | Futott kör | Idő/Kiesés oka | Rajthely | Pont |
| -------- | -------- | -------------------- | -------------------- | ---------- | -------------- | -------- | ---- |
| 1        | 4        | Jenson Button        | McLaren-Mercedes     | 70         | 4:04:39.537    | 7        | 25   |
| 2        | 1        | Sebastian Vettel     | Red Bull-Renault     | 70         | +2.709         | 1        | 18   |
| 3        | 2        | Mark Webber          | Red Bull-Renault     | 70         | +13.828        | 4        | 15   |
| 4        | 7        | Michael Schumacher   | Mercedes             | 70         | +14.219        | 8        | 12   |
| 5        | 10       | Vitalij Petrov       | Renault              | 70         | +20.395        | 10       | 10   |
| 6        | 6        | Felipe Massa         | Ferrari              | 70         | +33.225        | 3        | 8    |
| 7        | 16       | Kobajasi Kamui       | Sauber-Ferrari       | 70         | +33.270        | 13       | 6    |
| 8        | 19       | Jaime Alguersuari    | Toro Rosso-Ferrari   | 70         | +35.964        | 24       | 4    |
| 9        | 11       | Rubens Barrichello   | Williams-Cosworth    | 70         | +45.117        | 16       | 2    |
| 10       | 18       | Sébastien Buemi      | Toro Rosso-Ferrari   | 70         | +47.056        | 15       | 1    |
| 11       | 8        | Nico Rosberg         | Mercedes             | 70         | +50.454        | 6        |      |
| 12       | 17       | Pedro de la Rosa     | Sauber-Ferrari       | 70         | +1:03.607      | 17       |      |
| 13       | 23       | Vitantonio Liuzzi    | HRT-Cosworth         | 69         | +1 kör         | 20       |      |
| 14       | 25       | Jérôme d’Ambrosio    | Virgin-Cosworth      | 69         | +1 kör         | 23       |      |
| 15       | 24       | Timo Glock           | Virgin-Cosworth      | 69         | +1 kör         | 21       |      |
| 16       | 21       | Jarno Trulli         | Lotus-Renault        | 69         | +1 kör         | 18       |      |
| 17       | 22       | Narain Karthikeyan * | HRT-Cosworth         | 69         | +1 kör         | 22       |      |
| 18       | 15       | Paul di Resta        | Force India-Mercedes | 67         | Baleset        | 11       |      |
| Ki       | 12       | Pastor Maldonado     | Williams-Cosworth    | 61         | Kicsúszás      | 12       |      |
| Ki       | 9        | Nick Heidfeld        | Renault              | 55         | Baleset        | 9        |      |
| Ki       | 14       | Adrian Sutil         | Force India-Mercedes | 49         | Baleset        | 14       |      |
| Ki       | 5        | Fernando Alonso      | Ferrari              | 36         | Baleset        | 2        |      |
| Ki       | 20       | Heikki Kovalainen    | Lotus-Renault        | 28         | Féltengely     | 19       |      |
| Ki       | 3        | Lewis Hamilton       | McLaren-Mercedes     | 7          | Baleset        | 5        |      |

* Karthikeyan 14. helyen fejezte be a futamot, de előnyt szerzett az utolsó sikán levágásával és 20 másodperces büntetést kapott.

## A világbajnokság állása a verseny után
| H   | Versenyzők         | Pont | H   | Konstruktőrök        | Pont |
| --- | ------------------ | ---- | --- | -------------------- | ---- |
| 1.  | Sebastian Vettel   | 161  | 1.  | Red Bull-Renault     | 255  |
| 2.  | Jenson Button      | 101  | 2.  | McLaren-Mercedes     | 186  |
| 3.  | Mark Webber        | 94   | 3.  | Ferrari              | 101  |
| 4.  | Lewis Hamilton     | 85   | 4.  | Renault              | 60   |
| 5.  | Fernando Alonso    | 69   | 5.  | Mercedes GP          | 52   |
| 6.  | Felipe Massa       | 32   | 6.  | Sauber-Ferrari       | 27   |
| 7.  | Vitalij Petrov     | 31   | 7.  | Toro Rosso-Ferrari   | 12   |
| 8.  | Nick Heidfeld      | 29   | 8.  | Force India-Mercedes | 10   |
| 9.  | Michael Schumacher | 26   | 9.  | Williams-Cosworth    | 4    |
| 10. | Nico Rosberg       | 26   | 10. | Lotus-Renault        | 0    |

(A teljes táblázat)

## Statisztikák
Vezető helyen:
- Sebastian Vettel : 68 kör (1-19 / 21-69)
- Felipe Massa : 1 kör (20)
- Jenson Button : 1 kör (70)
- Jenson Button 10. győzelme, 4. leggyorsabb köre, Sebastian Vettel 21. pole pozíciója.
- McLaren 171. győzelme.
- A Formula 1 történelmének leghosszabb versenye (4 óra 4 perc).

## Fordítás
- Ez a szócikk részben vagy egészben  a(z)   2011 Canadian Grand Prix című angol Wikipédia-szócikk ezen változatának fordításán alapul.  Az eredeti cikk szerkesztőit annak laptörténete sorolja fel. Ez a jelzés csupán a megfogalmazás eredetét és a szerzői jogokat jelzi, nem szolgál a cikkben szereplő információk forrásmegjelöléseként.